# جون كريست
جون كريست (بالإنجليزية: John Christ)‏ هو موسيقي وعازف قيثارة أمريكي، ولد في 19 فبراير 1965 في بالتيمور في الولايات المتحدة.

## وصلات خارجية
- الموقع الرسمي
- جون كريست على موقع ميوزك برينز (الإنجليزية)
- جون كريست على موقع ديسكوغز (الإنجليزية)